# Micropontius ovoides
Micropontius ovoides is een eenoogkreeftjessoort uit de familie van de Micropontiidae. De wetenschappelijke naam van de soort is voor het eerst geldig gepubliceerd in 1957 door Gooding.